# Palacio de la Espriella en Villahormes

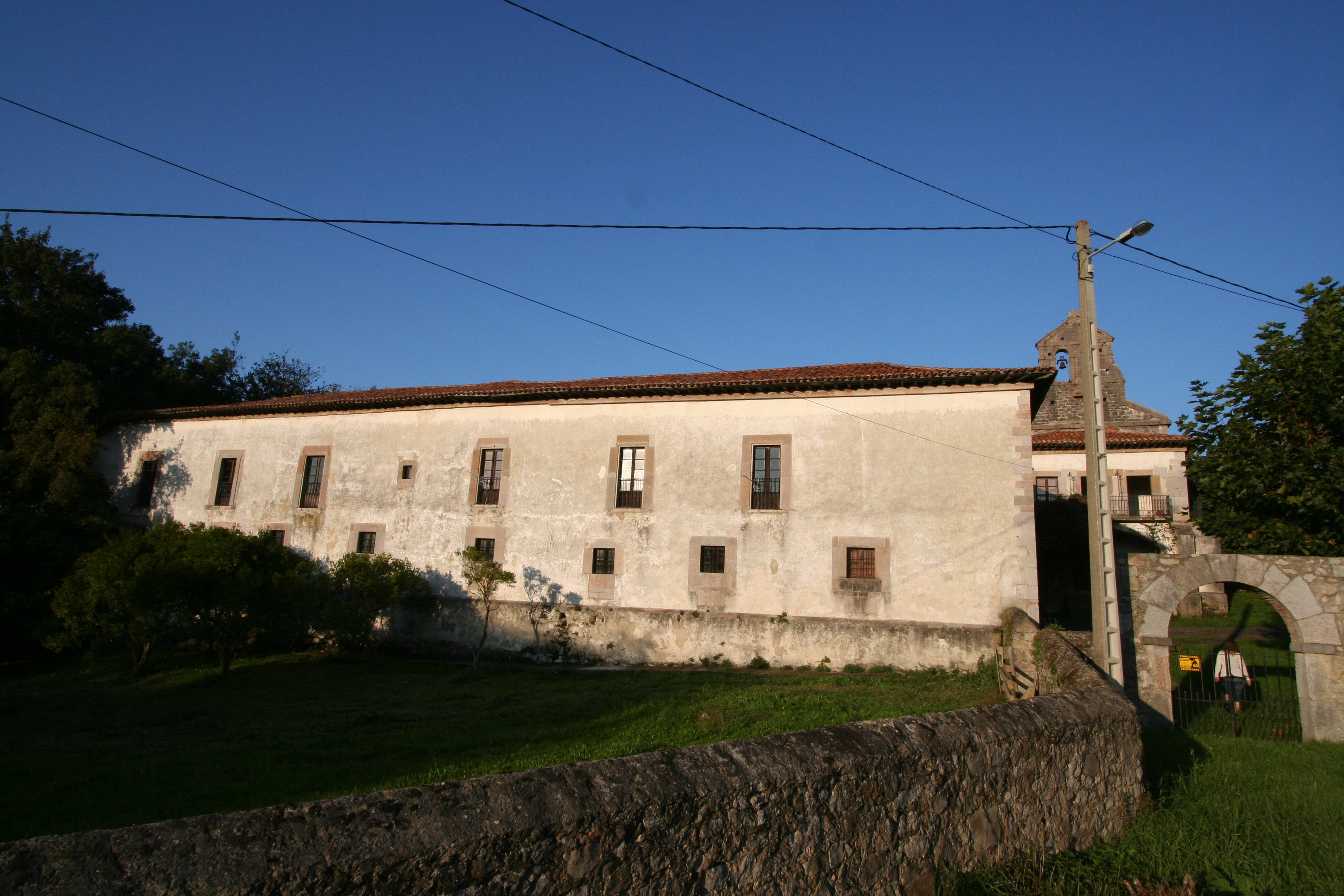
Exterior del palacio de Espriella.

El palacio de la Espriella es un palacio rural español situado en el barrio de Villahormes, en la parroquia de Hontoria, en el concejo asturiano de Llanes.
Se trata de un palacio del siglo XVII iniciado en 1616 para el noble Llanes de Espriella que se encontraba en Palermo en esa época.
En el palacio se efectúan dos remodelaciones, la primera en el siglo XVIII y la segunda y definitiva en el siglo XIX.
Este palacio rural tiene una distribución rectangular con patio central. Edificado en piedra lucida con cal destaca el escudo nobiliar situado en la puerta principal. El edificio consta de dos plantas , la baja destinada a la actividad cotidiana de la casa con las cuadras, bodegas y llagar y la planta superior destinada a la familia propietaria. En esta planta están situados las salas, dormitorios principales y el despacho. En una prolongación, que le da su forma rectangular, está situada la cocina, los hornos y el comedor. En un ala de la parte superior se encuentran las habitaciones dedicadas a los criados.
En el palacio, nació el Marqués consorte de Argüelles, Federico Bernaldo de Quirós y Mier, casado con María Josefa Argüelles Díaz.

## Galería de imágenes

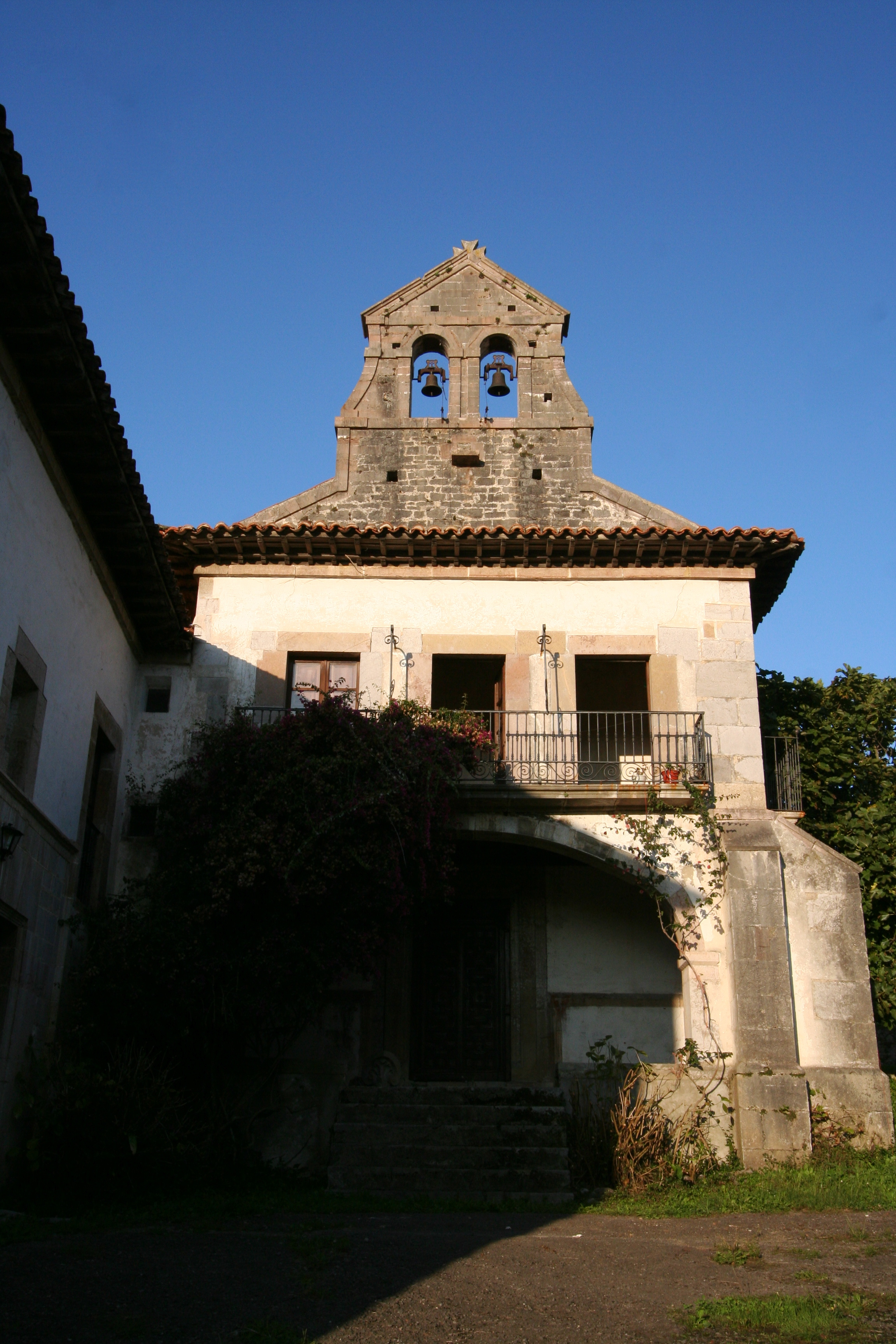
Iglesia del Palacio.
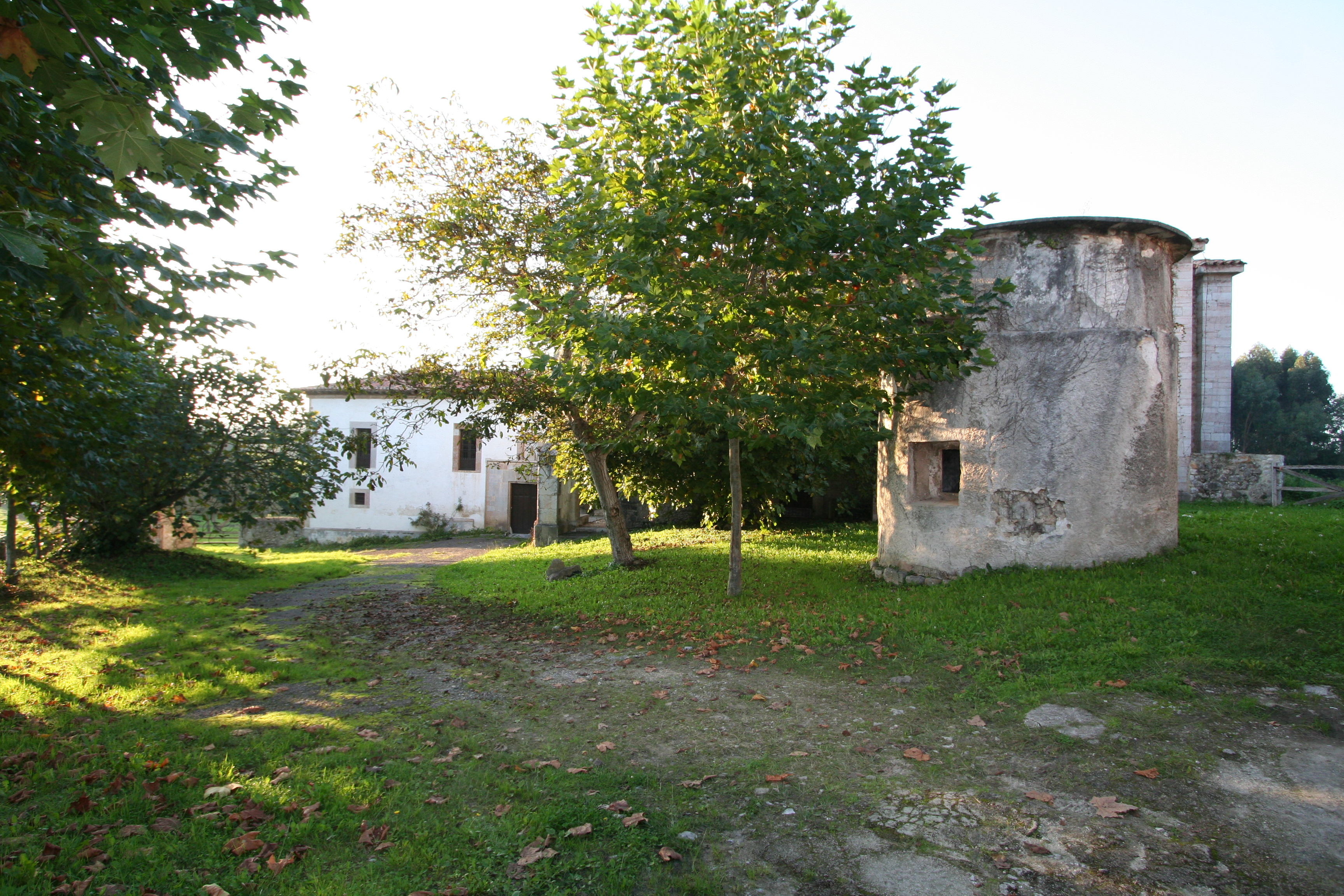
Torre con el palacio al fondo.
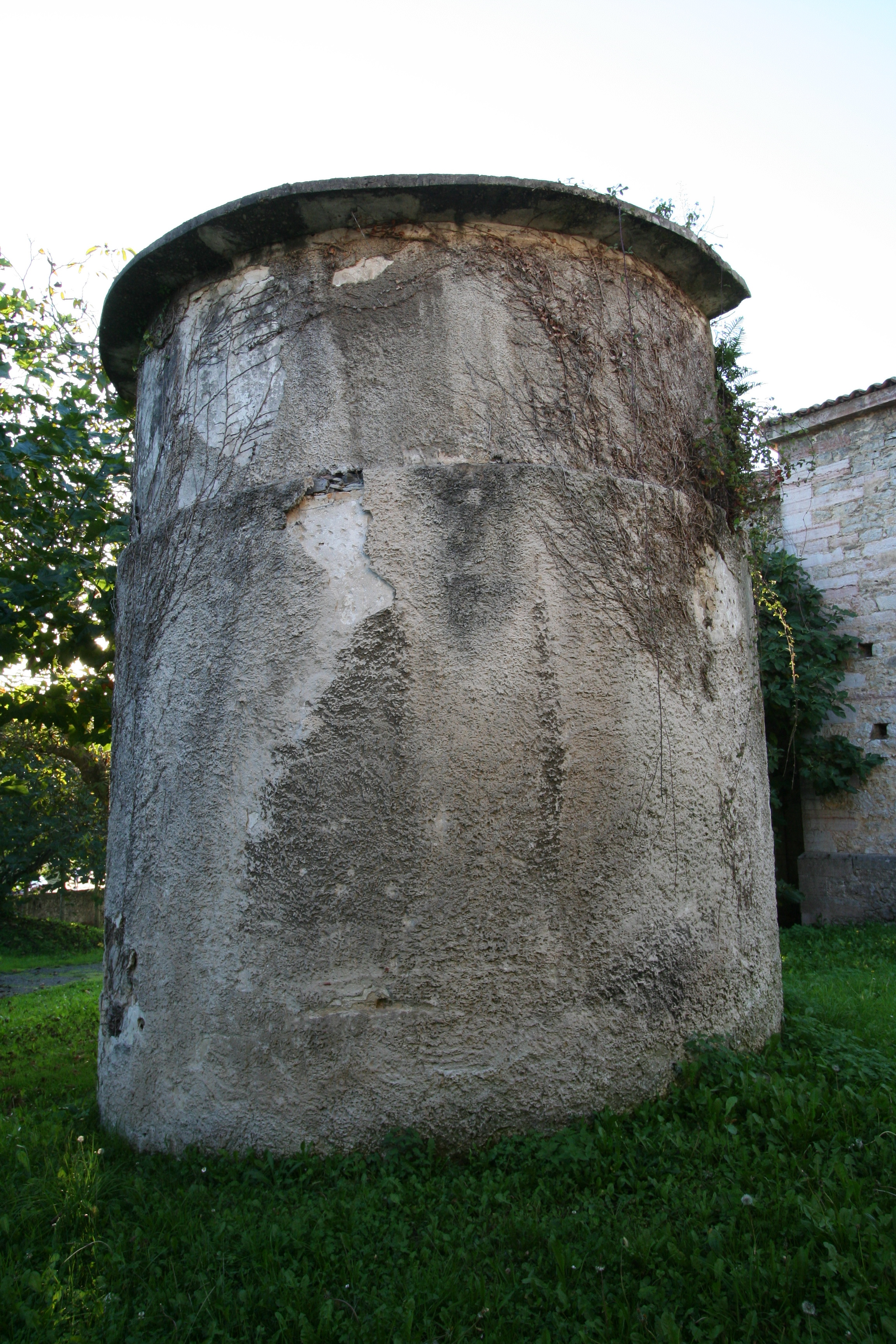
Torre.
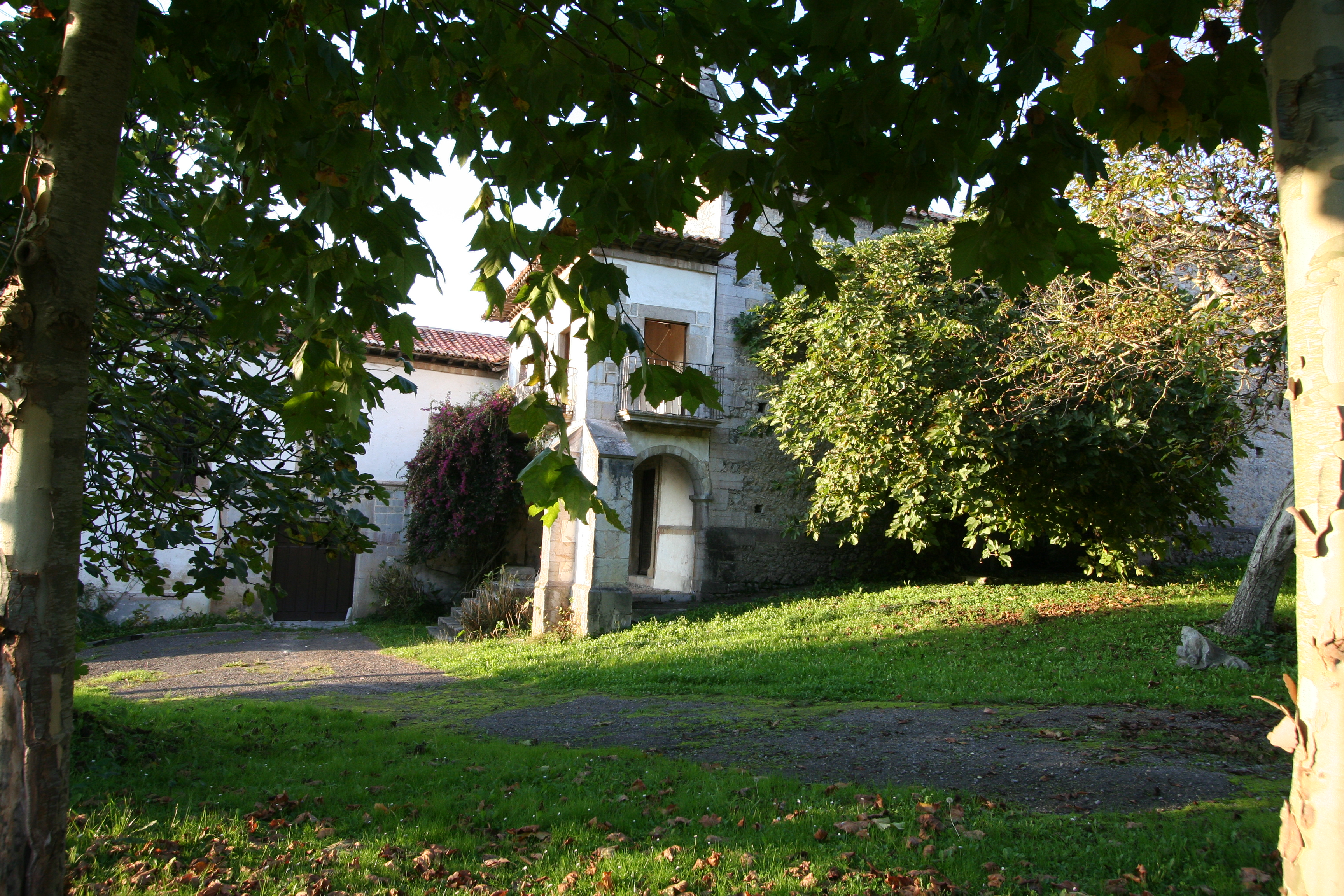
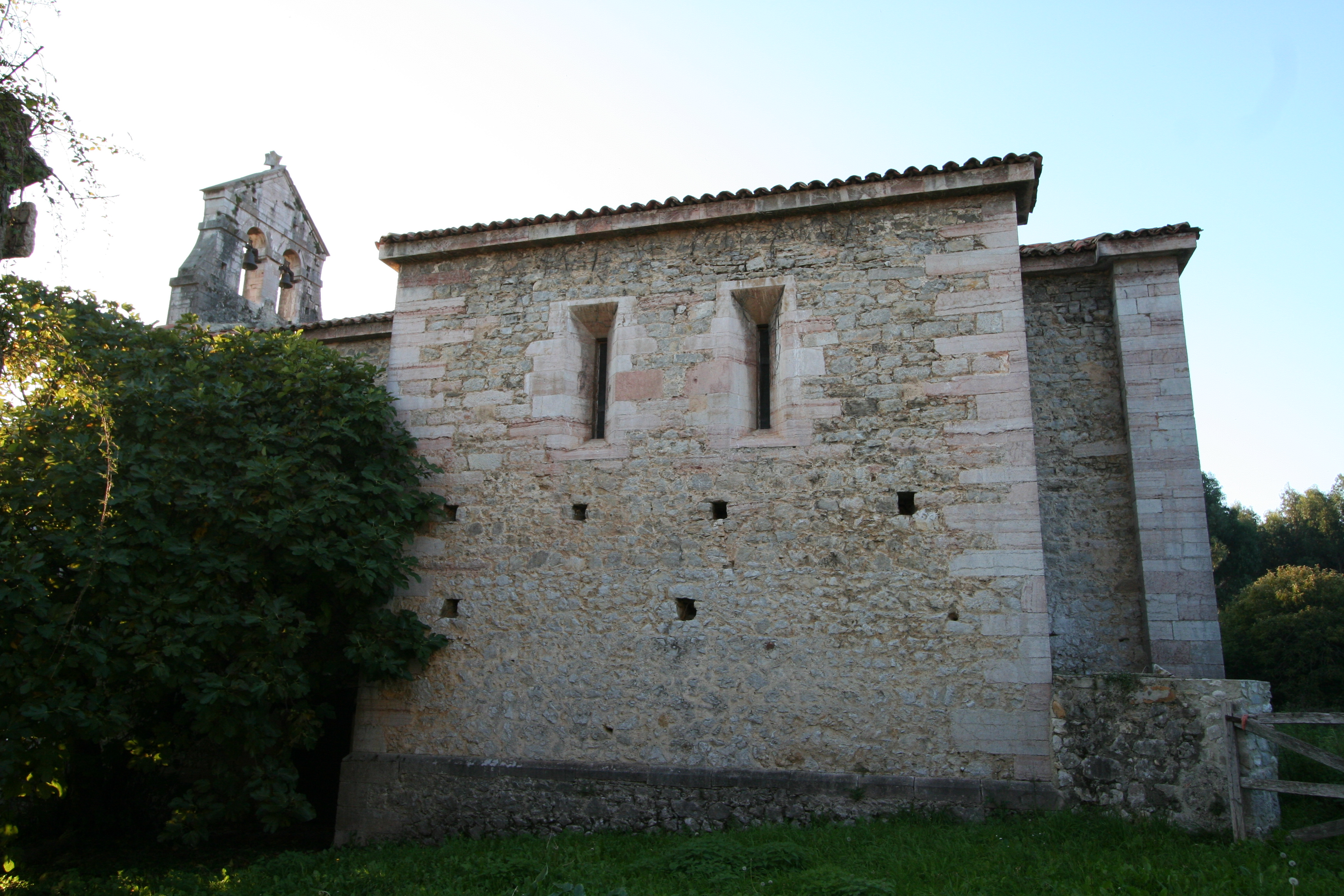
Lateral de la iglesia.